# Keith Treacy
Keith Treacy (Dublino, 13 settembre 1988) è un ex calciatore irlandese, di ruolo centrocampista.

## Carriera

### Club
Treacy ha firmato il suo primo contratto professionale nel 2005, ed ha disputato con il Blackburn una partita della Coppa d'Inghilterra e due della Coppa di Lega inglese. Alla fine del 2006 è stato prestato per un breve periodo allo Stockport County, con il quale ha disputato 4 partite di campionato. Dopo diversi anni giocati in Premier League nel 2015 si trasferisce al Drogheda United in Irlanda per poi trasferirsi all'St Pats

### Nazionale
Ha partecipato con la sua Nazionale al campionato europeo Under-21, in cui ha disputato una partita da titolare. Conta anche alcune presenze con la Nazionale maggiore.